# Agualva-Cacém
Pour les articles homonymes, voir Agualva.
Agualva-Cacém est une ville portugaise appartenant au concelho de Sintra et qui compte environ 81 845 habitants. C'est une de deux villes du municipio de Sintra (l'autre étant Queluz). Elle est aussi en importance la quatrième ville du secteur métropolitain de Lisbonne, et la dixième du Portugal. Elle pose des problèmes et défis de caractère urbanistique et environnemental en raison de la croissance désordonnée du secteur urbain et du peu de soin qu'elle a montré pour le patrimoine environnemental local ; Ribeira das Jardas et la lagune des « Quatro Caminhos» en sont des exemples. Par ailleurs il faudrait encore défendre le patrimoine historique de cette ville, par exemple le parc archéologique de Alto do Colaride, le Palais de Quinta da Fidalga et Quinta da Bela-Vista (où a longtemps vécu Joaquim Ribeiro de Carvalho - illustre figure de la 1re République) ; ces problèmes commencent maintenant à trouver leur solution dans le cadre du programme Polis (Programme de requalification des villes européennes).
C'est l'industrie qui est à Agualva-Cacém le principal support économique, comme le montre l'existence de deux parcs industriels de grande taille dans la ville.
Agualva-Cacém est la ville du concelho de Sintra qui offre le plus grand nombre d'emplois.
Freguesias (Paroquies) de la ville : Agualva, Cacem,Mira Sintra, Sao Marcos.

## Sources
- (pt) Cet article est partiellement ou en totalité issu de l’article de Wikipédia en portugais intitulé « Agualva-Cacém » (voir la liste des auteurs).